# Boeing Bird of Prey
Boeing Bird of Prey là một loại máy bay thử nghiệm trình diễn công nghệ tàng hình thuộc dự án đen của Mỹ, được phát triển bởi McDonnell Douglas và Boeing vào thập niên 1990. Công ty tham gia dự án đã tài trợ 67 triệu USD, và đây là một chương trình có chi phí thấp so với nhiều chương trình khác có quy mô tương tự. Công nghệ và vật liệu phát triển cho Bird of Prey sau này được sử dụng trên máy bay chiến đấu không người lái Boeing X-45. Bird of Prey là một dự án nội bộ, do đó nó không được đặt tên định danh là máy bay-X. Mỹ không có kế hoạch đưa loại máy bay này vào sản xuất hàng loạt, và chỉ dùng cho trình diễn công nghệ.

## Thiết kế và phát triển
Bộ phận Phantom Works của công ty McDonnell Douglas bắt đầu phát triển chiếc Bird of Prey vào năm 1992 tại Khu vực 51 ở bang Nevada. Tên của máy bay được lấy cảm hứng từ tàu chiến vũ trụ Klingon Bird of Prey trong loạt phim truyền hình Star Trek. Sau khi Boeing và McDonnell Douglas sáp nhập vào năm 1997, bộ phận Phantom Works trực thuộc công ty con Boeing Defense, Space & Security.
Chuyến bay đầu tiên diễn ra vào năm 1996, và có thêm 39 chuyến bay nữa được thực hiện cho đến khi chương trình kết thúc vào năm 1999. Bird of Prey có thiết kế tàng hình để ngăn chặn việc bị phát hiện hoặc bị theo dõi, và được cho là đã từng trải qua thử nghiệm khả năng ngụy trang chủ động, nghĩa là bề mặt lớp vỏ có thể thay đổi màu sắc hoặc độ sáng để phù hợp với môi trường xung quanh.
Vì là máy bay trình diễn nên Bird of Prey sử dụng động cơ tua-bin phản lực cánh quạt thuộc hàng thương mại có sẵn trên thị trường, còn hệ thống thủy lực phải điều khiển bằng thủ công thay vì bằng hệ thống máy tính giao diện điện tử (fly-by-wire). Điều này rút ngắn thời gian phát triển chế tạo và tiệt kiệm chi phí đáng kể. (Một chiếc máy bay thuộc loại sản xuất hàng loạt sẽ có bộ điều khiển bằng máy tính).
Hình dạng của Bird of Prey đủ ổn định về mặt khí động học để có thể bay mà không cần chỉnh sửa bằng máy tính. Độ ổn định khí động học một phần là do lực nâng được tạo bởi mép cánh nhô ra dọc theo thân máy bay (chine) tương tự một số máy bay khác như SR-71 Blackbird. Điều này giúp cung cấp lực nâng cho phần mũi khi đang bay. Hình dạng này giúp máy bay ổn định mà không cần phải có đuôi ngang và bánh lái thẳng đứng thông thường, hiện là hình dạng tiêu chuẩn cho máy bay không người lái tàng hình sau này như X-45 và X-47, và chúng chính là những máy bay không đuôi sử dụng bánh lái kéo (phanh hơi ở đầu cánh sử dụng không đối xứng) để kiểm soát sự lúc lắc và sự lệch hướng.
Ngày 18 tháng 10 năm 2002, Bird of Prey được công bố tên định danh ngầm là YF-118G.

## Trưng bày

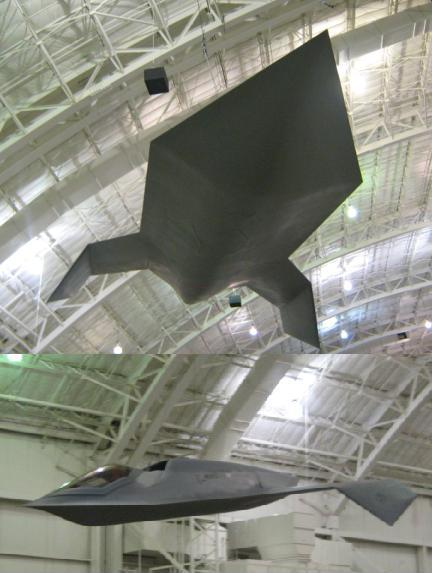
Bird of Prey trưng bày tại Bảo tàng Quốc gia Không quân Hoa Kỳ

Bird of Prey được trưng bày tại Bảo tàng Quốc gia Không quân Hoa Kỳ ở căn cứ không quân Wright-Patterson gần Dayton, Ohio vào ngày 16 tháng 7 năm 2003.

## Thông số kỹ thuật
Dữ liệu lấy từ Jane's All The World's Aircraft 2003–2004

### Đặc điểm tổng quát
- Phi hành đoàn: 1 người
- Chiều dài: 14,22 m (46 ft 8 in)
- Sải cánh: 6,91 m (22 ft 8 in)
- Chiều cao: 2,82 m (9 ft 3 in)
- Diện tích cánh: 20,4 m2 (220 ft2)
- Trọng lượng cất cánh tối đa: 3.356 kg (7.400 lb)
- Động cơ: 1 × Động cơ tuốc bin phản lực cánh quạt Pratt & Whitney Canada JT15D-5C, cung cấp lực đẩy 14,2 kN (3.190 lbf)

### Hiệu suất bay
- Vận tốc tối đa: 482 km/h (299 dặm/giờ; 260 hải lý/giờ)
- Trần bay: 6.100 m (20.000 ft)